# Anthony George
Anthony George, né Ottavio Gabriel George le 29 janvier 1921 à Endicott dans l'État de New York aux États-Unis et décédé le 16 mars 2005 à Newport Beach en Californie aux États-Unis d'un emphysème), est un acteur américain.

## Filmographie
- 1950 : La Main noire (Black Hand) : Footpad
- 1950 : La Belle de Paris (Under My Skin) : Rico
- 1950 : Mark Dixon, détective (Where the Sidewalk Ends) : Thug
- 1951 : Inside the Walls of Folsom Prison (en) : Convict with Knife to Warden's Throat
- 1951 : The Fat Man de William Castle : Anthony (the Wolf)
- 1951 : You Never Can Tell (en) : Detective Lt. Louie Luisetti
- 1951 : Those Two (série TV) : Regular
- 1954 : Les Aventures de Hadji (The Adventures of Hajji Baba) : Palace Guard
- 1956 : Three Bad Sisters (en) de Gilbert Kay : Tony Cadiz
- 1956 : Les Dix Commandements (The Ten Commandments) de Cecil B. DeMille : Slave
- 1957 : Chicago Confidential (en) : Duncan
- 1960 : Échec et mat (Checkmate) (série TV) : Don Corey
- 1957 : Gunfire at Indian Gap (it) : Juan Morales
- 1960 : Les Incorruptibles, Cam Allison dans 13 épisodes, dont Guerre des gangs à Saint-Louis
- 1966 : Dark Shadows (série TV) : Burke Devlin #2 / Jeremiah Collins (1967)
- 1951 : C'est déjà demain (Search for Tomorrow) (feuilleton TV) : Dr Tony Vincente #1 (1970-1975)
- 1968 : On ne vit qu'une fois (One Life to Live) feuilleton TV) : Dr Will Vernon #3 (1977-1984)
- 2001 : Love Games (vidéo) : Treat Cassidy